# Eishockey-Weltmeisterschaft der U18-Frauen 2010
Die 3. Eishockey-Weltmeisterschaften der U18-Frauen der Internationalen Eishockey-Föderation IIHF waren die Eishockey-Weltmeisterschaften des Jahres 2010 in der Altersklasse der Unter-Achtzehnjährigen (U18). Insgesamt nahmen zwischen dem 27. März und 9. April 2010 14 Nationalmannschaften an den zwei Turnieren der Top-Division sowie der Division I teil.
Der Weltmeister wurde zum ersten Mal die Mannschaft Kanadas, die im Finale den Erzrivalen aus den Vereinigten Staaten mit 5:4 nach Verlängerung bezwingen konnte. Die deutsche Mannschaft beendete das Turnier mit dem vierten Platz in der Top-Division, der Schweiz gelang in der Division I der direkte Wiederaufstieg in die Top-Division. Österreich wurde Vierter und damit Drittletzter in der Division I.

## Teilnehmer, Austragungsorte und -zeiträume
- Top-Division: 27. März bis 3. April 2010 in Chicago, Illinois, USA

Teilnehmer:  Deutschland,  Finnland,  Japan (Aufsteiger),  Kanada,  Russland,  Schweden,  Tschechien,  USA (Titelverteidiger)
- Division I: 3. bis 9. April 2010 in Piešťany, Slowakei

Teilnehmer:  Frankreich,  Kasachstan (Neuling),  Norwegen,  Österreich,  Schweiz (Absteiger),  Slowakei

## Top-Division
Die U18-Weltmeisterschaft der Top-Division fand vom 27. März bis 3. April 2010 in Chicago in den Vereinigten Staaten statt. Die Spiele wurden auf den beiden Eisflächen der Seven Bridges Ice Arena (1.100 und 200 Plätze) ausgetragen.
Es nahmen acht Nationalmannschaften teil, die in zwei Gruppen zu je vier Teams spielten. Den Weltmeistertitel sicherte sich Kanada durch einen 5:4-Sieg nach Verlängerung über die Vereinigten Staaten. Es war der erste Titelgewinn für die Kanadierinnen.
| Gruppe A   | Gruppe B    |
| ---------- | ----------- |
| USA        | Kanada      |
| Tschechien | Schweden    |
| Finnland   | Deutschland |
| Japan      | Russland    |

### Modus
Nach den Gruppenspielen der Vorrunde qualifizierten sich die beiden Gruppenersten direkt für das Halbfinale. Die Gruppenzweiten und -dritten bestritten je ein Qualifikationsspiel zur Halbfinalteilnahme. Die Vierten der Gruppenspiele bestritten eine Best-of-Three-Runde um den siebten Platz.

### Austragungsorte
| \| Chicago \|                        |
| Austragungsort der Weltmeisterschaft |
| Chicago                              |

| Chicago |

### Vorrunde

#### Gruppe A
| 27. März 2010 15:00 Uhr (Ortszeit) | 27. März 2010 21:00 Uhr (MEZ) | Tschechien | 1:5 (1:0, 0:2, 0:3) Spielbericht | Finnland | Bob Allen Arena, Chicago Zuschauer: 152 |

| 27. März 2010 19:30 Uhr | 28. März 2010 1:30 Uhr | USA | 11:1 (2:0, 5:0, 4:1) Spielbericht | Japan | Walter Bush Arena, Chicago Zuschauer: 312 |

| 28. März 2010 18:30 Uhr | 29. März 2010 1:30 Uhr (MESZ) | Tschechien | 5:3 (4:2, 0:1, 1:0) Spielbericht | Japan | Bob Allen Arena, Chicago Zuschauer: 142 |

| 28. März 2010 19:30 Uhr | 29. März 2010 2:30 Uhr | Finnland | 0:5 (0:0, 0:3, 0:2) Spielbericht | USA | Walter Bush Arena, Chicago Zuschauer: 338 |

| 30. März 2010 18:30 Uhr | 31. März 2010 1:30 Uhr | Japan | 3:1 (2:0, 0:1, 1:0) Spielbericht | Finnland | Bob Allen Arena, Chicago Zuschauer: 48 |

| 30. März 2010 19:30 Uhr | 31. März 2010 2:30 Uhr | USA | 15:0 (5:0, 6:0, 4:0) Spielbericht | Tschechien | Walter Bush Arena, Chicago Zuschauer: 364 |

| Pl. |            | Sp | S | OTS | OTN | N | Tore  | Punkte |
| 1.  | USA        | 3  | 3 | 0   | 0   | 0 | 31:01 | 9      |
| 2.  | Finnland   | 3  | 1 | 0   | 0   | 2 | 06:09 | 3      |
| 3.  | Japan      | 3  | 1 | 0   | 0   | 2 | 07:17 | 3      |
| 4.  | Tschechien | 3  | 1 | 0   | 0   | 2 | 06:23 | 3      |

Abkürzungen: Pl. = Platz, Sp = Spiele, S = Siege, OTS = Siege nach Verlängerung (Overtime) oder Penaltyschießen, OTN = Niederlagen nach Verlängerung oder Penaltyschießen, N = Niederlagen

Erläuterungen: Halbfinalqualifikant, Viertelfinalqualifikant, Abstiegsrundenqualifikant

#### Gruppe B
| 27. März 2010 16:00 Uhr (Ortszeit) | 27. März 2010 22:00 Uhr (MEZ) | Kanada | 6:3 (3:1, 1:1, 2:1) Spielbericht | Russland | Walter Bush Arena, Chicago Zuschauer: 170 |

| 27. März 2010 18:30 Uhr | 28. März 2010 0:30 Uhr | Schweden | 5:4 (3:2, 2:1, 0:1) Spielbericht | Deutschland | Bob Allen Arena, Chicago Zuschauer: 100 |

| 28. März 2010 15:00 Uhr | 28. März 2010 22:00 Uhr (MESZ) | Schweden | 4:1 (1:0, 2:0, 1:1) Spielbericht | Russland | Bob Allen Arena, Chicago Zuschauer: 105 |

| 28. März 2010 16:00 Uhr | 28. März 2010 23:00 Uhr | Deutschland | 0:15 (0:5, 0:4, 0:6) Spielbericht | Kanada | Walter Bush Arena, Chicago Zuschauer: 127 |

| 30. März 2010 15:00 Uhr | 30. März 2010 22:00 Uhr | Russland | 1:3 (0:1, 0:1, 1:1) Spielbericht | Deutschland | Bob Allen Arena, Chicago Zuschauer: 63 |

| 30. März 2010 16:00 Uhr | 30. März 2010 23:00 Uhr | Kanada | 8:0 (3:0, 4:0, 1:0) Spielbericht | Schweden | Walter Bush Arena, Chicago Zuschauer: 115 |

| Pl. |             | Sp | S | OTS | OTN | N | Tore  | Punkte |
| 1.  | Kanada      | 3  | 2 | 0   | 0   | 0 | 29:03 | 9      |
| 2.  | Schweden    | 3  | 2 | 0   | 0   | 1 | 09:13 | 6      |
| 3.  | Deutschland | 3  | 1 | 0   | 0   | 2 | 07:21 | 3      |
| 4.  | Russland    | 3  | 0 | 0   | 0   | 3 | 05:13 | 0      |

Abkürzungen: Pl. = Platz, Sp = Spiele, S = Siege, OTS = Siege nach Verlängerung (Overtime) oder Penaltyschießen, OTN = Niederlagen nach Verlängerung oder Penaltyschießen, N = Niederlagen

Erläuterungen: Halbfinalqualifikant, Viertelfinalqualifikant, Abstiegsrundenqualifikant

### Abstiegsrunde
Die Relegationsrunde wurde erstmals im Modus „Best-of-Three“ ausgetragen. Hierbei trafen der Viertplatzierte der Gruppe A und der Vierte der Gruppe B aufeinander. Die Mannschaft, die von maximal drei Spielen zuerst zwei für sich entscheiden konnte, verblieb in der WM-Gruppe, der Verlierer stieg in die Division I ab.
| 31. März 2010 18:30 Uhr (Ortszeit) | 1. April 2010 1:30 Uhr (MESZ) | Tschechien | 5:0 (1:0, 0:0, 4:0) Spielbericht Stand: 1:0 | Russland | Bob Allen Arena, Chicago Zuschauer: 69 |

| 2. April 2010 15:00 Uhr | 2. April 2010 22:00 Uhr | Russland | 1:3 (0:1, 0:1, 1:1) Spielbericht Stand: 0:2 | Tschechien | Bob Allen Arena, Chicago Zuschauer: 68 |

### Finalrunde
|  | Viertelfinale    | Viertelfinale | Viertelfinale |    |             | Halbfinale | Halbfinale  | Halbfinale |    |          | Finale           | Finale           | Finale           |
|  |                  |               |               |    |             |            |             |            |    |          |                  |                  |                  |
|  |                  |               |               |    |             | A1         | USA         | 5          |    |          |                  |                  |                  |
|  | B2               | Schweden      | 2             |    |             | B2         | Schweden    | 0          |    |          |                  |                  |                  |
|  | A3               | Japan         | 1             |    |             |            |             |            |    | A1       | USA              | 4                |                  |
|  |                  |               |               |    | B1          | Kanada     | 5           |            |    |          |                  |                  |                  |
|  |                  |               |               | B1 | Kanada      | 10         |             |            |    |          |                  |                  |                  |
|  | A2               | Finnland      | 1             |    |             | B3         | Deutschland | 0          |    |          | Spiel um Platz 3 | Spiel um Platz 3 | Spiel um Platz 3 |
|  | B3               | Deutschland   | 2             |    |             |            |             |            | B2 | Schweden | 7                |                  |                  |
|  |                  |               |               | B3 | Deutschland | 3          |             |            |    |          |                  |                  |                  |
|  |                  |               |               |    |             |            |             |            |    |          |                  |                  |                  |
|  | Spiel um Platz 5 |               |               |    |             |            |             |            |    |          |                  |                  |                  |
|  | A2               | Finnland      | 4             |    |             |            |             |            |    |          |                  |                  |                  |
|  | A3               | Japan         | 1             |    |             |            |             |            |    |          |                  |                  |                  |

#### Viertelfinale
| 31. März 2010 16:00 Uhr (Ortszeit) | 31. März 2010 23:00 Uhr (MESZ) | Schweden | 2:1 (0:0, 2:0, 0:1) Spielbericht | Japan | Walter Bush Arena, Chicago Zuschauer: 95 |

| 31. März 2010 19:30 Uhr | 1. April 2010 2:30 Uhr | Finnland | 1:2 n. V. (0:0, 1:0, 0:1, 0:1) Spielbericht | Deutschland | Walter Bush Arena, Chicago Zuschauer: 54 |

#### Spiel um Platz 5
| 2. April 2010 18:30 Uhr | 3. April 2010 1:30 Uhr | Finnland | 4:1 (1:0, 1:0, 2:1) Spielbericht | Japan | Walter Bush Arena, Chicago Zuschauer: 43 |

#### Halbfinale
| 2. April 2010 16:00 Uhr | 2. April 2010 23:00 Uhr | Kanada | 10:0 (2:0, 1:0, 7:0) Spielbericht | Deutschland | Walter Bush Arena, Chicago Zuschauer: 220 |

| 2. April 2010 19:30 Uhr | 3. April 2010 2:30 Uhr | USA | 5:0 (2:0, 2:0, 1:0) Spielbericht | Schweden | Walter Bush Arena, Chicago Zuschauer: 438 |

#### Spiel um Platz 3
| 3. April 2010 15:00 Uhr | 3. April 2010 22:00 Uhr | Schweden | 7:3 (4:1, 3:0, 0:2) Spielbericht | Deutschland | Walter Bush Arena, Chicago Zuschauer: 120 |

#### Finale
| 3. April 2010 19:00 Uhr | 4. April 2010 2:00 Uhr | USA | 4:5 n. V. (3:1, 1:2, 0:1, 0:1) Spielbericht | Kanada | Walter Bush Arena, Chicago Zuschauer: 1.127 |

### Statistik

#### Beste Scorerinnen
Abkürzungen: Sp = Spiele, T = Tore, V = Assists, Pkt = Punkte, +/− = Plus/Minus, SM = Strafminuten; Fett: Turnierbestwert
| Spieler            | Team   | Sp | T  | V  | Pkt | +/− | SM |
| ------------------ | ------ | -- | -- | -- | --- | --- | -- |
| Jessica Campbell   | Kanada | 5  | 7  | 8  | 15  | +12 | 4  |
| Brigette Lacquette | Kanada | 5  | 2  | 11 | 13  | +15 | 6  |
| Kendall Coyne      | USA    | 5  | 10 | 2  | 12  | +10 | 2  |
| Jill Saulnier      | Kanada | 5  | 4  | 6  | 10  | +9  | 2  |
| Alex Carpenter     | USA    | 5  | 8  | 1  | 9   | +7  | 0  |
| Haley Skarupa      | USA    | 5  | 3  | 6  | 9   | +9  | 0  |
| Erin Ambrose       | Kanada | 5  | 0  | 9  | 9   | +14 | 0  |
| Brittany Ammerman  | USA    | 5  | 5  | 3  | 8   | +6  | 4  |
| Mélodie Daoust     | Kanada | 5  | 4  | 4  | 8   | +7  | 4  |
| Christine Bestland | Kanada | 5  | 3  | 5  | 8   | +9  | 8  |

#### Beste Torhüterinnen
Abkürzungen: Sp = Spiele, Min = Eiszeit (in Minuten), GT = Gegentore, SO = Shutouts, Sv% = gehaltene Schüsse (in %), GTS = Gegentorschnitt; Fett: Turnierbestwert
| Spieler            | Team     | Sp | Min    | GT | SO | Sv%   | GTS  |
| ------------------ | -------- | -- | ------ | -- | -- | ----- | ---- |
| Carmen MacDonald   | Kanada   | 4  | 213:02 | 4  | 2  | 94,74 | 1,13 |
| Shizuka Takahashi  | Japan    | 5  | 236:38 | 10 | 0  | 93,33 | 2,54 |
| Alex Rigsby        | USA      | 3  | 183:10 | 5  | 2  | 93,24 | 1,64 |
| Susanna Airaksinen | Finnland | 3  | 180:00 | 5  | 0  | 91,53 | 1,67 |
| Isabella Portnoj   | Finnland | 2  | 126:21 | 7  | 0  | 91,36 | 3,32 |

### Abschlussplatzierungen
| Pl. | Team        |
| --- | ----------- |
| 1   | Kanada      |
| 2   | USA         |
| 3   | Schweden    |
| 4   | Deutschland |
| 5   | Finnland    |
| 6   | Japan       |
| 7   | Tschechien  |
| 8   | Russland    |

### Titel, Auf- und Abstieg
| Weltmeister Kanada | Erin Ambrose, Hannah Armstrong, Christine Bestland, Jessica Campbell, Hayleigh Cudmore, Mélodie Daoust, Sarah Davis, Shannon Doyle, Emily Fulton, Erica Howe, Laurie Kingsbury, Brigette Lacquette, Caitlin MacDonald, Carmen MacDonald, Jenna McParland, Carly Mercer, Cassandra Poudrier, Jamie Lee Rattray, Jill Saulnier, Kelly Terry Trainer: Dan Church |

| Silber USA | Brittany Ammerman, Stephanie Anderson, Melissa Bizzari, Rachael Bona, Alex Carpenter, Kendall Coyne, Gabie Figueroa, Lyndsey Fry, Marissa Gedman, Zoe Hickel, Meghan Lorence, Meagan Mangene, Aubree Moore, Amanda Pelkey, Emily Pfalzer, Michelle Picard, Alex Rigsby, Haley Skarupa, Jordan Slavin, Taylor Wasylk Trainerin: Katie Crowley |

| Bronze Schweden | Fanny Åkesson, Emmy Alasalmi, Hanna Åström, Lina Bäcklin, Anna Borgfeldt, Sofia Carlström, Annika Ferngren, Lisa Hedengren, Linnéa Hedin, Josefine Holmgren, Tami Jacobs, Emelie Johansson, Lisa Johansson, Astrid Lilja, Cajsa Lillbäck, Michelle Löwenhielm, Melinda Olsson, Madeleine Siggelin Alstermark, Rebecca Stenberg, Lina Wester Trainer: Niclas Högberg |

| Absteiger in die Division I:    | Russland |
| Aufsteiger in die Top-Division: | Schweiz  |

### Auszeichnungen
Spielertrophäen
| Auszeichnung          | Spielerin          | Team   |
| --------------------- | ------------------ | ------ |
| Beste Torhüterin      | Alex Rigsby        | USA    |
| Beste Verteidigerin   | Brigette Lacquette | Kanada |
| Beste Stürmerin       | Kendall Coyne      | USA    |
| Wertvollste Spielerin | Jessica Campbell   | Kanada |

## Division I
Das Turnier der Division I wurde vom 3. bis 9. April 2010 in Piešťany in der Slowakei ausgetragen. Die Spiele fanden im Zimný štadión statt, in dem 3.500 Zuschauer Platz finden.
| 3. April 2010 12:00 Uhr (Ortszeit) | Kasachstan | 1:15 (0:6, 1:3, 0:6) Spielbericht | Schweiz | Zimný štadión, Piešťany Zuschauer: 57 |

| 3. April 2010 15:30 Uhr | Österreich | 1:4 (0:1, 1:0, 0:3) Spielbericht | Frankreich | Zimný štadión, Piešťany Zuschauer: 80 |

| 3. April 2010 19:00 Uhr | Norwegen | 1:5 (0:0, 0:3, 1:2) Spielbericht | Slowakei | Zimný štadión, Piešťany Zuschauer: 235 |

| 4. April 2010 12:00 Uhr | Schweiz | 5:2 (2:1, 1:1, 2:0) Spielbericht | Österreich | Zimný štadión, Piešťany Zuschauer: 286 |

| 4. April 2010 15:30 Uhr | Frankreich | 4:2 (1:1, 0:1, 3:0) Spielbericht | Norwegen | Zimný štadión, Piešťany Zuschauer: 310 |

| 4. April 2010 19:00 Uhr | Slowakei | 9:2 (5:1, 3:0, 1:1) Spielbericht | Kasachstan | Zimný štadión, Piešťany Zuschauer: 375 |

| 6. April 2010 12:00 Uhr | Schweiz | 12:1 (3:1, 3:0, 6:0) Spielbericht | Norwegen | Zimný štadión, Piešťany Zuschauer: 80 |

| 6. April 2010 15:30 Uhr | Kasachstan | 3:9 (0:1, 1:3, 2:5) Spielbericht | Österreich | Zimný štadión, Piešťany Zuschauer: 290 |

| 6. April 2010 19:00 Uhr | Frankreich | 3:2 (0:0, 1:1, 2:1) Spielbericht | Slowakei | Zimný štadión, Piešťany Zuschauer: 360 |

| 7. April 2010 12:00 Uhr | Frankreich | 4:1 (1:1, 2:0, 1:0) Spielbericht | Kasachstan | Zimný štadión, Piešťany Zuschauer: 280 |

| 7. April 2010 15:30 Uhr | Österreich | 4:1 (3:0, 1:1, 0:0) Spielbericht | Norwegen | Zimný štadión, Piešťany Zuschauer: 320 |

| 7. April 2010 19:00 Uhr | Slowakei | 0:3 (0:0, 0:1, 0:2) Spielbericht | Schweiz | Zimný štadión, Piešťany Zuschauer: 380 |

| 9. April 2010 12:00 Uhr | Schweiz | 9:1 (4:0, 1:0, 4:1) Spielbericht | Frankreich | Zimný štadión, Piešťany Zuschauer: 260 |

| 9. April 2010 15:30 Uhr | Norwegen | 9:2 (3:0, 3:2, 3:0) Spielbericht | Kasachstan | Zimný štadión, Piešťany Zuschauer: 315 |

| 9. April 2010 19:00 Uhr | Slowakei | 1:0 (0:0, 0:0, 1:0) Spielbericht | Österreich | Zimný štadión, Piešťany Zuschauer: 410 |

| Pl. |            | Sp | S | OTS | OTN | N | Tore  | Punkte |
| 1.  | Schweiz    | 5  | 5 | 0   | 0   | 0 | 44:05 | 15     |
| 2.  | Frankreich | 5  | 4 | 0   | 0   | 1 | 16:15 | 12     |
| 3.  | Slowakei   | 5  | 3 | 0   | 0   | 2 | 17:09 | 9      |
| 4.  | Österreich | 5  | 2 | 0   | 0   | 3 | 16:14 | 6      |
| 5.  | Norwegen   | 5  | 1 | 0   | 0   | 4 | 14:27 | 3      |
| 6.  | Kasachstan | 5  | 0 | 0   | 0   | 5 | 09:46 | 0      |

Abkürzungen: Pl. = Platz, Sp = Spiele, S = Siege, OTS = Siege nach Verlängerung (Overtime) oder Penaltyschießen, OTN = Niederlagen nach Verlängerung oder Penaltyschießen, N = Niederlagen

Erläuterungen: Aufsteiger in die Top-Division

### Beste Scorerinnen
Quelle: IIHF; Abkürzungen: Sp = Spiele, T = Tore, V = Assists, Pkt = Punkte, +/− = Plus/Minus, SM = Strafminuten; Fett: Turnierbestwert
| Spieler          | Mannschaft | Sp | T | V | Pkt | SM | +/− |
| ---------------- | ---------- | -- | - | - | --- | -- | --- |
| Sara Benz        | Schweiz    | 5  | 9 | 9 | 18  | 8  | +17 |
| Nina Waidacher   | Schweiz    | 5  | 6 | 7 | 13  | 2  | +16 |
| Isabel Waidacher | Schweiz    | 5  | 6 | 6 | 12  | 0  | +9  |
| Andrea Dalen     | Norwegen   | 5  | 8 | 3 | 11  | 6  | +4  |
| Evelina Raselli  | Schweiz    | 5  | 4 | 7 | 11  | 20 | +13 |
| Nicol Čupková    | Slowakei   | 5  | 7 | 2 | 9   | 6  | +2  |
| Phoebe Stänz     | Schweiz    | 5  | 5 | 4 | 9   | 0  | +9  |
| Lara Stalder     | Schweiz    | 5  | 4 | 5 | 9   | 2  | +18 |
| Betty Jouanny    | Frankreich | 5  | 5 | 3 | 8   | 2  | +4  |
| Anna Meixner     | Österreich | 5  | 5 | 3 | 8   | 10 | +1  |

### Division-I-Siegermannschaft
| Division-I-Aufsteiger Schweiz | Livia Altmann, Laura Benz, Sara Benz, Mariko Dale, Sarah Forster, Larissa Friant, Nadine Hofstetter, Sarah Küng, Kaitlyn McGregor, Laura Müller, Evelina Raselli, Nicole Schneider, Phoebe Stänz, Lara Stalder, Simona Teggi, Nina Waidacher, Isabel Waidacher, Karin Williner, Selina Wuttke, Sabrina Zollinger Trainer: Dominik Schär |

### Auf- und Abstieg
| Absteiger in die Division I:    | Russland |
| Aufsteiger in die Top-Division: | Schweiz  |